# Três Nações 2009
O Três Nações 2009 foi a XIV edição do Torneio, a competição esportiva internacional anual de rugby entre a Austrália (Wallabies), Nova Zelândia (All Blacks) e a África do Sul (Springboks).
O torneio foi disputado entre os dias 18 de Julho e 19 de Setembro.
Os times competem um com o outro em uma série de três jogos, vencedora foi a seleção Sul-Africana os Springboks (3º título).
A Seleção Neozelandesa segurou a Copa Bledisloe (contra a Austrália).

## Jogos
| 18 de Julho de 2009 |         |           |                     |
| Nova Zelândia       | 22 - 16 | Austrália | Eden Park, Auckland |
|                     |         |           | Eden Park, Auckland |

| 25 de Julho de 2009 |         |               |                                  |
| África do Sul       | 28 - 19 | Nova Zelândia | Free State Stadium, Bloemfontein |
|                     |         |               | Free State Stadium, Bloemfontein |

| 1 de Agosto de 2009 |         |               |                            |
| África do Sul       | 31 - 19 | Nova Zelândia | Kings Park Stadium, Durban |
|                     |         |               | Kings Park Stadium, Durban |

| 8 de Agosto de 2009 |         |           |                                  |
| África do Sul       | 29 - 17 | Austrália | Newlands Stadium, Cidade do Cabo |
|                     |         |           | Newlands Stadium, Cidade do Cabo |

| 22 de Agosto de 2009 |         |               |                         |
| Austrália            | 18 - 19 | Nova Zelândia | Telstra Stadium, Sydney |
|                      |         |               | Telstra Stadium, Sydney |

| 29 de Agosto de 2009 |         |               |                     |
| Austrália            | 25 - 32 | África do Sul | Subiaco Oval, Perth |
|                      |         |               | Subiaco Oval, Perth |

| 5 de Setembro de 2009 |        |               |                           |
| Austrália             | 21 - 6 | África do Sul | Suncorp Stadium, Brisbane |
|                       |        |               | Suncorp Stadium, Brisbane |

| 12 de Setembro de 2009 |         |               |                           |
| Nova Zelândia          | 29 - 32 | África do Sul | Waikato Stadium, Hamilton |
|                        |         |               | Waikato Stadium, Hamilton |

| 19 de Setembro de 2009 |        |           |                             |
| Nova Zelândia          | 33 - 6 | Austrália | Westpac Stadium, Wellington |
|                        |        |           | Westpac Stadium, Wellington |

## Classificação
| Seleção       | Vitórias | Empates | Derrotas | Pontos a favor | Pontos contra | Pontos +/- | Bonus | Pontos |
| ------------- | -------- | ------- | -------- | -------------- | ------------- | ---------- | ----- | ------ |
| África do Sul | 5        | 0       | 1        | 158            | 130           | +28        | 1     | 21     |
| Nova Zelândia | 3        | 0       | 3        | 141            | 131           | +10        | 1     | 13     |
| Austrália     | 1        | 0       | 5        | 103            | 141           | -38        | 3     | 7      |

Pontuação: Vitória=4, Empate=2, Derrota=0, Bônus para equipe que fizer 4 ou mais tries = + 1, Bônus para equipe que perder por 7 pontos ou menos = + 1.

## Campeã
| Três Nações 2009                              |
| --------------------------------------------- |
| África do Sul (Springboks) Campeã (3º título) |